# Der Bussard über uns
Der Bussard über uns ist ein Hörspiel von Margarete Jehn. Die Gemeinschaftsproduktion von SWF und NDR erhielt 1964 den Hörspielpreis der Kriegsblinden. Die Hörspielmusik schrieb Peter Zwetkoff, Regie führte Peter Schulze-Rohr. 1965 entstand beim Rundfunk der DDR eine Neufassung des Hörspiels mit der Musik von Siegfried Matthus unter der Regie von Fritz Göhler. 1967 folgte die österreichische Inszenierung von Robert Casapiccola.

## Inhalt
Das Hörspiel verquickt Traumvisionen mit realem Geschehen, die Fabel aber ist einfach und klar: Eine kleine Schar von Kindern ängstigt sich im Luftkrieg, ein russischer Gefangener nimmt ihnen die Angst mit seinem Balalaikaspiel.
Die Kinder sehen in ihm – trotz ideologischen Drills – nicht den Feind, sie hängen an ihm, und als er in ein großes Lager „jenseits des Flusses“ verlegt wird, folgen sie ihm und ertrinken. Diese Fabel ist aber auf eine ganz eigentümliche, empfindsame Weise sublimiert und überhöht.
Ein denaturiertes Sandmännchen etwa – Zeichen dafür, dass unsere Träume anders geworden sind und anders werden müssen – bedrängt die Kinder mit den Ängsten und mit den strengen Vorschriften jener Jahre, aber was die Kinder zu plappern lernen, dringt nicht in sie ein, sie kennen nicht den Feind. Das Hörspiel verwebt auf originäre Weise verschiedene Erlebnis-Ebenen mit dem Kinderlied, mit Balalaika-Klängen und kontrastierenden akustischen Elementen.

## Auszeichnung
Der Hörspielpreis der Kriegsblinden für das Jahr 1964 ist der in Beckedorf bei Bremen lebenden jungen Schriftstellerin Margarete Jehn für ihr erstes Hörspiel Der Bussard über uns zuerkannt worden.
Die Jury, die im Saarbrücker Funkhaus tagte, hat sich mit 15 von 18 Stimmen für diese Gemeinschaftsproduktion des Südwestfunks und des Norddeutschen Rundfunks, erstgesendet im Januar 1963, entschieden. Im Mittelpunkt der Debatte standen zuletzt auch die Hörspiele Kreuzverhör von Rolf Schroers (Radio Bremen) und Der Sprachkursus von Hermann Moers (Süddeutscher Rundfunk).

„Margarete Jehns Hörspiel – wahrhaft eine Funkdichtung – überzeugt durch die sprach- und bildkräftige Phantasie, mit der im Erleben von Kindern Hassen und Kriegssnot ad absurdum geführt werden. Mit überraschend poetischen Mitteln stellt die Autorin die Überwindung von Grauen und Angst durch die liebende Zuwendung zum Nächsten dar, ohne den Schrecken zu verharmlosen. Der Text wurde in der Regie von Peter Schulze-Rohr und mit der Musik von Peter Zwetkoff zu einer hervorragenden, nur mit den Möglichkeiten des Rundfunks erreichbaren kompositorischen Einheit gefügt.“

Durch die Verleihung des Hörspielpreises der Kriegsblinden an eine bis dahin unbekannte Autorin gewann der Preis eine größere Popularität.  Alle Tages- und Wochenzeitschriften haben damals ausführlich über das Ereignis berichtet. Ausschnitte der Preisverleihung wurden in der Tagesschau und heute ausgestrahlt. Der Bussard über uns gehört inzwischen zu den meistgesendeten deutschsprachigen Hörspielen – in drei unterschiedlichen Inszenierungen (BRD, DDR und Österreich).